# Gali Atari
Avigail "Gali" Atari (née le 29 décembre 1953 à Rehovot, Israël), est une chanteuse et actrice israélienne. Elle remporta le Concours Eurovision de la chanson pour Israël avec le groupe Milk and Honey grâce au titre Hallelujah.

## Vie privée
Gali Atari est née à Rehovot au sein d'une famille israélienne originiaire du Yemen. Elle est la soeur de la chanteuse Yona Atari (1933-2019) et de l'actrice et présentatrice de Kol Israel Shosh Atari (1949-2008).

## Débuts musicaux
Gali Atari a été présentée au musicien israélien David Kribushe lorsqu'elle avait 15 ans. Après une audition pour lui, il lui a donné un rôle de chanteuse principale dans l'une de ses chansons Half and Half. En 1970, à l'âge de 17 ans, elle a enregistré deux chansons. La première chanson était en anglais et s'intitulait "Give Love Away". La deuxième chanson était une chanson en hébreu intitulée Im yesh lecha shemesh (Si tu as le soleil). La chanson est devenue un grand succès en Israël, et Atari a représenté Israël au Festival mondial de la chanson populaire au Japon. Atari a participé à nouveau au concours en 1976, cette fois avec la chanson The Same Old Game.
Au cours des années 1970, la carrière d'Atari progressait lentement. Elle a enregistré la chanson Al eretz hachalom (À propos de la Terre de Rêve), qui n'a pas attiré beaucoup d'attention, et en 1975, elle a participé au Festival de la Chanson Hassidique avec la chanson Leyerushalyim Yirech (Vers ta ville de Jérusalem) et a remporté la deuxième place.

## Premiers succès
Le succès arrive en 1979, lorsqu'elle gagne le Concours Eurovision de la chanson pour Israël avec le groupe Milk and Honey grâce au titre Hallelujah. C’est une deuxième victoire consécutive pour Israël. La chanson est reprise par Rika Zaraï en France.
La chanteuse est très populaire en Israël dans les années 1980 mais le succès diminue à la fin des années 1990. 
En 1991, elle sort son premier album de plus grands succès, intitulé "Rak Etmol" (Only Yesterday), vendu à plus de 20 000 exemplaires. En 1992, l'album Bayom Shéachrei (The Day After) est sorti, et Gali Atari est nommée Chanteuse de l'Année par la station de radio israélienne Reshet Gimel.
En 1994, elle est sollicitée par la série pour enfants israélienne Shirim K'tanim pour travailler avec Uzi Hitman. Elle participe à la 7e vidéo de la série qui tournait autour de Pessah et Chavouot, et elle s'est jointe à toutes les chansons de fête.
En 1996, Gali Atari donne naissance à son unique enfant, Li, ce qui l'a inspirée à sortir un album intitulé Glida (Ice Cream). Bien que les chansons aient été écrites par les paroliers les plus populaires d'Israël à l'époque, comme Kobi Oz, Asthar Shamir et Shalom Chanoch, l'album n'a pas connu le succès.

## Consécration
L'artiste regagne le succès en 2001 grâce à la compilation Songs that will Bring you Love et attire les foules à ses concerts.
En 2003, Gali Atari sort un nouvel album intitulé Chabeck Oti Léat (Hug me slowly). La chanson Ma Shéat Ohevet (What you like) connaît un important succès et a été depuis adoptée par de nombreuses adolescentes israéliennes comme chanson de célébration pour leurs fêtes de Bat Mitzva.
En 2008, après le décès de sa sœur Shosh Atari, elle sort son album Bein Haésh Levein Hamayim (Between Fire and Water), dédié à celle-ci.
En 2011, Gali Atari sort quelques singles à la radio issus d'un album en préparation avec le musicien Amir Benayun. 
En 2012, on lui a proposé de faire un film promotionnel pour le village de jeunesse Hadassim où elle a grandi ; elle a refusé. En février 2014, un nouvel album a été annoncé et un nouveau single Ahava Lemaerchakim Arukim (Love for long distances) est sorti. En 2019, lorsqu'on lui a proposé de reprendre la chanson qui lui avait fait gagner le concours Eurovision de la chanson en 1979, elle a refusé de chanter avec ses anciens coéquipiers, les membres de Milk and Honey, Reuven Gvirtz, Shmulik Bilu et Yehuda Tamir. Au lieu de cela, elle a chanté la chanson en solo, et presque immédiatement après, elle a été rejointe par d'autres anciens participants : Conchita Wurst, Måns Zelmerlöw, Verka Serduchka et Eleni Foureira.

## Discographie (albums)

### Albums solo
- Nasich Hachalomot (Prince of The Dreams), 1978
- Kach Oti Habayta (Take Me Home), 1981
- Mamria Baruach (Soaring in the Wind), 1984
- Emtza September (Middle of September), 1986
- Tza'ad Echad Lifnei Hanahar  (One More Step Before The River), 1988
- Bereshit (Genesis), 1989
- A collection, 1991
- Bayom Shéachrei (The Next Day), 1992
- Simanim (Signs), 1994
- Glida (Ice Cream), 1998
- Songs that will Bring you Love, 2001
- Chabeck Oti Léat (Hug Me Slowly), 2003
- Bein Haésh Levein Hamayim (Between Fire and Water), 2008
- Ahava Lemerchakim Arukim (Love for Long Distances), 2015

### Albums avecH'alav OuDevach
- Milk & Honey with Gali, 1978

### Autres contributions artistiques
- 1972 : Roger Shriver (Buddah BDS-5125) : enregistré au National Recording Studios en mars 1972. 
  - Personnel d'enregistrement : Marvin Stamm (buggle); Joe Farrell (saxophone ténor); David Krivoshei (claviers, arrangements, direction d'orchestre); Sam Brown, Bob Mann (guitares); Roger Shriver (guitare, voix); Eric Weissburg (dobro); Richard Davis (contrebasse); Grady Tate (batterie); Gali Atari (voix); Emile Charlap (contrator (?), copyist (?)). Il semble que ce soit l'album de ses débuts dont on fait référence ci-dessus.